# Garmisch-Partenkirchen
Garmisch-Partenkirchen (pronunciación en alemán: /ˌɡaʁmɪʃpaʁtn̩ˈkɪʁçn̩/ⓘ) es una ciudad de Alemania en el estado de Baviera, ubicada cerca de la frontera con Austria. Con 26.117 habitantes, es capital del distrito de Garmisch-Partenkirchen.

## Personas destacadas
- Lugar de nacimiento del célebre novelista Michael Ende, autor de Momo y La historia interminable, entre otros.
- Lugar de fallecimiento del compositor Richard Strauss en 1949.

## Deportes
En 1936 fue escenario de los Juegos Olímpicos de invierno, y llegó a ser sede oficial de los Juegos Olímpicos de invierno de 1940, aunque debido a la Segunda Guerra Mundial no llegaron a celebrarse. Asimismo,Garmisch-Partenkirchen optó a celebrar los Juegos Olímpicos de invierno de 2018 dentro de la candidatura de Múnich, que finalmente se celebraron en Pyeongchang, Corea del Sur
Tradicionalmente se celebra una competición de saltos de esquí los días 31 de diciembre, día de Fin de año, y el primero de enero, día de Año Nuevo, dentro del Torneo de los Cuatro Trampolines.
Garmisch-Partenkirchen es destino vacacional de esquí, snowboarding y senderismo. El Campeonato Mundial de Esquí Alpino de 1978 y el Campeonato Mundial de Esquí Alpino de 2011 se celebraron en la localidad.
| Predecesor: Lake Placid | Ciudad Olímpica 1936 | Sucesor: Sankt Moritz |